# Inopacan

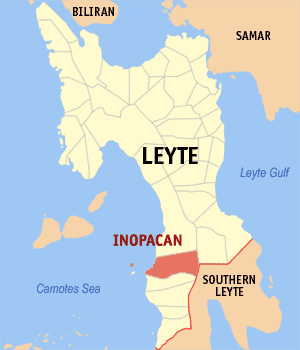
Bản đồ Leyte với vị trí của Inopacan

Inopacan là một đô thị hạng 5 ở tỉnh Leyte, Philippines. Theo điều tra dân số năm 2000 của Philipin, đô thị này có dân số 18.680 người trong 3.493 hộ.

## Các đơn vị hành chính
Inopacan được chia ra 20 barangay.
| - Apid - Cabulisan - Caminto - Can-angay - Caulisihan - Conalum - De los Santos (Mahilum) - Esperanza - Guadalupe - Guinsanga-an | - Hinabay - Jubasan - Linao - Macagoco - Maljo - Marao - Poblacion - Tahud - Taotaon - Tinago |